# Tim O’Brien (Autor)

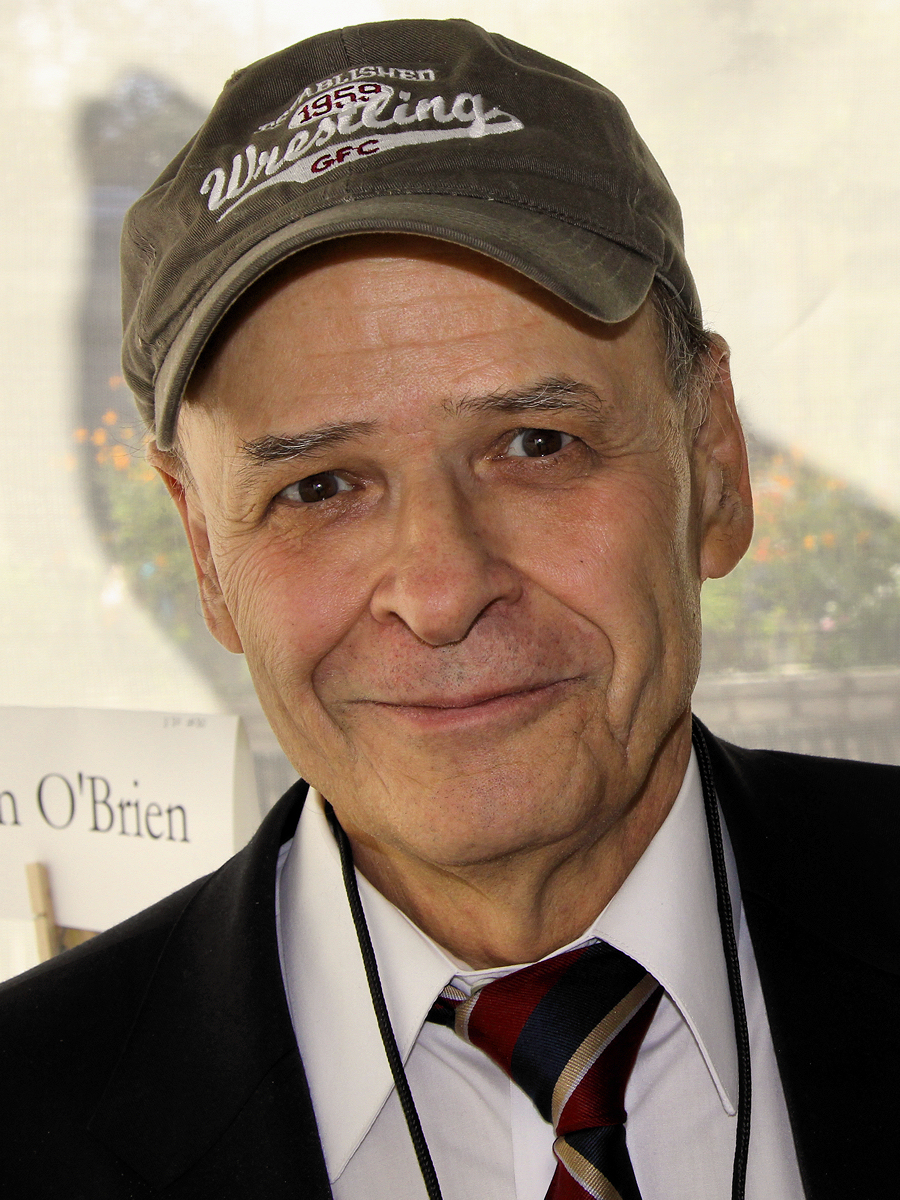
Tim O’Brien (2012)

William Timothy O’Brien (* 1. Oktober 1946 in Austin, Minnesota) ist ein US-amerikanischer Autor, der unter dem Kurznamen Tim O’Brien besonders über seine Erlebnisse im Vietnamkrieg und den Einfluss, den der Krieg auf die kämpfenden amerikanischen Soldaten hatte, schreibt. O’Brien lehrt an der Texas State University-San Marcos für das Texas-State-University-MFA-Projekt, das kreatives Schreiben fördern soll.
1999 wurde er in die American Academy of Arts and Sciences gewählt, 2022 in die American Academy of Arts and Letters. 2013 erhielt er den Pritzker Literature Award for Lifetime Achievement in Military Writing.

## Werke
- If I Die in a Combat Zone, Box Me Up and Ship Me Home (1973)
- Northern Lights (1975)
- Going After Cacciato (1978), dt.: Die Verfolgung, Hoffmann und Campe: Hamburg 1981 ISBN 3-455-05720-9.[1]
- The Nuclear Age (1985)
- The Things They Carried (1990), dt.: Was sie trugen, Luchterhand: München 1999, ISBN 978-3-630-87025-0.[2] Auch als Fischer TB: Frankfurt a. M. 2001, ISBN 3-596-13245-2.[3]
  - Hörspielfassung von Was sie trugen in der Bearbeitung von Marion Czogalla und Gaby Hartel, Regie: Harald Krewer, Produktion Deutschlandradio Kultur 2014, Länge: 70:01 Min.[4]
- In the Lake of the Woods (1994), dt.: Geheimnisse und Lügen, Luchterhand: München 1995 ISBN 3-630-86856-8. Als Fischer TB: Frankfurt 1998, ISBN 3-596-13244-4. (Rezension)[5]
- Tomcat in Love (1998)
- July, July (2002), dt.: Waren wir nicht glücklich, Goldmann: München 2004. ISBN 3-442-45572-3.

## Belege
1. ↑  Deutsche Nationalbibliothek
2. ↑  Deutsche Nationalbibliothek
3. ↑  Rezension von Jan Groh, Die Welt vom 20. März 1999, abgerufen am 26. April 2015
4. ↑  Erstsendung am 16. März 2014, abgerufen am 26. April 2015
5. ↑  Deutsche Nationalbibliothek

| Personendaten    | Personendaten                                 |
| ---------------- | --------------------------------------------- |
| NAME             | O’Brien, Tim                                  |
| ALTERNATIVNAMEN  | O’Brien, William Timothy (vollständiger Name) |
| KURZBESCHREIBUNG | US-amerikanischer Autor                       |
| GEBURTSDATUM     | 1. Oktober 1946                               |
| GEBURTSORT       | Austin, Minnesota, Vereinigte Staaten         |